# Широкополе
Широкополе (укр. Широкополе) — село,
Башмачанский сельский совет,
Солонянский район,
Днепропетровская область,
Украина.
Код КОАТУУ — 1225081006. Население по переписи 2001 года составляло 133 человека.

## Географическое положение
Село Широкополе находится в 6-и км от правого берега реки Днепр,
на расстоянии в 2 км от сёл Любимовка и Перше Травня.
По селу протекает пересыхающий ручей с запрудой.
Рядом проходит автомобильная дорога Н-08.

## История
- В 1946 г. село Канцерополь переименовано в Широкополе[2].